# 小行星8055
小行星8055（8055 Arnim）是一颗绕太阳运转的小行星，为主小行星带小行星。该小行星于1960年10月17日发现。

## 轨道参数
小行星8055的轨道半长轴为3.0359012 UA，离心率为0.223。